# بهيسة الفزارية
بهيسة ذكرها ابن الأثير غير منسوبة، وقال أنها أدركت الرسول محمد، وروت عن أبيها، وروى عنها سيار بن منظور، عن أبيه، عنها.